# Col d’Urbeis
Der Col d’Urbeis (dt.: Urbeispass) ist ein 602 m hoher Pass (auf manchen Karten 601 m) in den mittleren Vogesen in der Region Grand Est in Frankreich.
Der mit 602 m verhältnismäßig niedrige Pass über den Vogesen-Hauptkamm bildet den Sattel zwischen dem Massiv des Climont (965 m) im Norden und dem Grand Rain (761 m) im Süden. Der Pass markiert die Grenze zwischen den französischen Départements Vosges (bis 2015 in der Region Lothringen) im Westen und Bas-Rhin in der Europäischen Gebietskörperschaft Elsass im Osten. Am Pass treffen die Gemeindegebiete von Lubine und Urbeis aufeinander.
Über den Pass führt die Départements-Straße D 23 / D 739 von Provenchères-et-Colroy im Favetal über Lubine und Fouchy nach Villé im Giessental – großräumiger gesehen liegt der Pass an der Verbindung zwischen den Städten Saint-Dié-des-Vosges und Sélestat. die Verbindung zwischen den Städten Saint-Dié-des-Vosges und Sélestat.
Der Aufstieg zum Pass beträgt auf der Westseite durchschnittlich 2,8 % auf 4,5 Kilometern, auf der Ostseite durchschnittlich 3,9 % auf 7,3 Kilometern Länge.
Durch die Nähe zum stark frequentierten Col de Saales und zum mautpflichtigen Maurice-Lemaire-Tunnel kommt dem Col d’Urbeis keine überregionale Bedeutung als Verkehrsachse für den Schwerverkehr zu. Die gut ausgebaute Straße wird in der wärmeren Jahreszeit von Rad- und Motorradfahrern geschätzt.
Der Col d’Urbeis wird den ganzen Winter hindurch geräumt und nur sehr selten gesperrt.
An der Westseite des Passes entspringen kleinere Gebirgsbäche, die vom Ruisseau des Osieres aufgenommen werden, der über die Fave und die Meurthe zur Mosel entwässert. An der östlichen Passrampe liegt die Quelle des Giessen, der über die Ill zum Rhein führt. Über den Pass führt der Fernwanderweg GR 531 von Soultz-sous-Forêts nach Masevaux.
Zwischen 1873 und 1918 verlief die Grenze zwischen Frankreich und dem Deutschen Reich auf der Passhöhe. Das ehemalige Restaurant „Au Premier Français“ beherbergte den französischen Zoll, der deutsche Zoll war im westlichsten Haus des Dorfes Urbeis untergebracht.
Von Urbeis aus führte während des Ersten Weltkrieges ein Teilstück der von den deutschen Streitkräften verlegten, insgesamt 42 Kilometer langen Lordonbahn über die Passhöhe.

## Belege
1. ↑  Karte auf geoportail.gouv.fr
2. ↑  Lordonbahn